# Univer cégcsoport
Az Univer cégcsoport (vagy Univer csoport) a magyar élelmiszeripar és kereskedelem jelentős, 100 %-os magyar tulajdonban levő  cégcsoportja. Székhelye Kecskemét. Munkavállalóinak száma kb. 1300 fő. 
Magyaros ételízesítői közül kiemelkedik két hungarikum, a Piros Arany és az Erős Pista.

## Tagjai
- Univer-Product Zrt. (ételízesítők gyártása és forgalmazása)
- Univer-Coop Zrt. (kereskedelem)
- Alföld Zrt. - a régió egyik legrégibb bevásárlóközpontjának, a kecskeméti Alföld Áruháznak az üzemeltetője
- Univer Zrt. és Univer Szövetkezeti Zrt. (holding feladatok)
- Univer-Sport Kft. (sportszponzorálás)

Romániai leányvállalata az Univer Product s.r.l.

## Története
Egyik tagvállalatát - állami vállalatként - 1948-ban alapították. 1975-ben elsőként hozott forgalomba konyhakész majonézt.
2009-ben Kecskeméti Konzervgyárban (Kecskeméti Konzerv Kft.) korszerű gyártóüzemet adtak át, amely lehetővé teszi  - a hagyományos tubusos, üveges és flakonos kiszereléseken túl - 2011-től  talpas tasakos kiszerelésű termékek előállítását is.
2016-ban a Piros Arany és az Erős Pista termékeket felvették a hungarikumok közé.
A cégcsoportnak egy leányvállalata működik Romániában. A termékei egy részét Németországba, Lengyelországba, a tengerentúlra pedig az Amerikai Egyesült Államokba, Kanadába illetve Ausztráliába exportálják.

## Termékei
- Erős Pista
- Piros Arany
- Univer Gulyáskrém
- Édes Anna
- Haragos Pista (extra erős, nyers, darált paprika)
- Karikás Pista (nyers, szeletelt erős paprika saját levében)
- majonéz
- mustár
- ketchup
- bébiételek
- salátaöntetek
- asztali szószok
- prémium gyümölcslekvárok
- ivólevek